# フランミル・レイエス
フランミル・フェデリコ・レイエス（Franmil Federico Reyes、1995年7月7日 - ）は、ドミニカ共和国サン・クリストバル州出身のプロ野球選手（外野手）。右投右打。北海道日本ハムファイターズ所属。
愛称は「ラ・モーレ（La Mole）」。

## 経歴

### プロ入りとパドレス時代

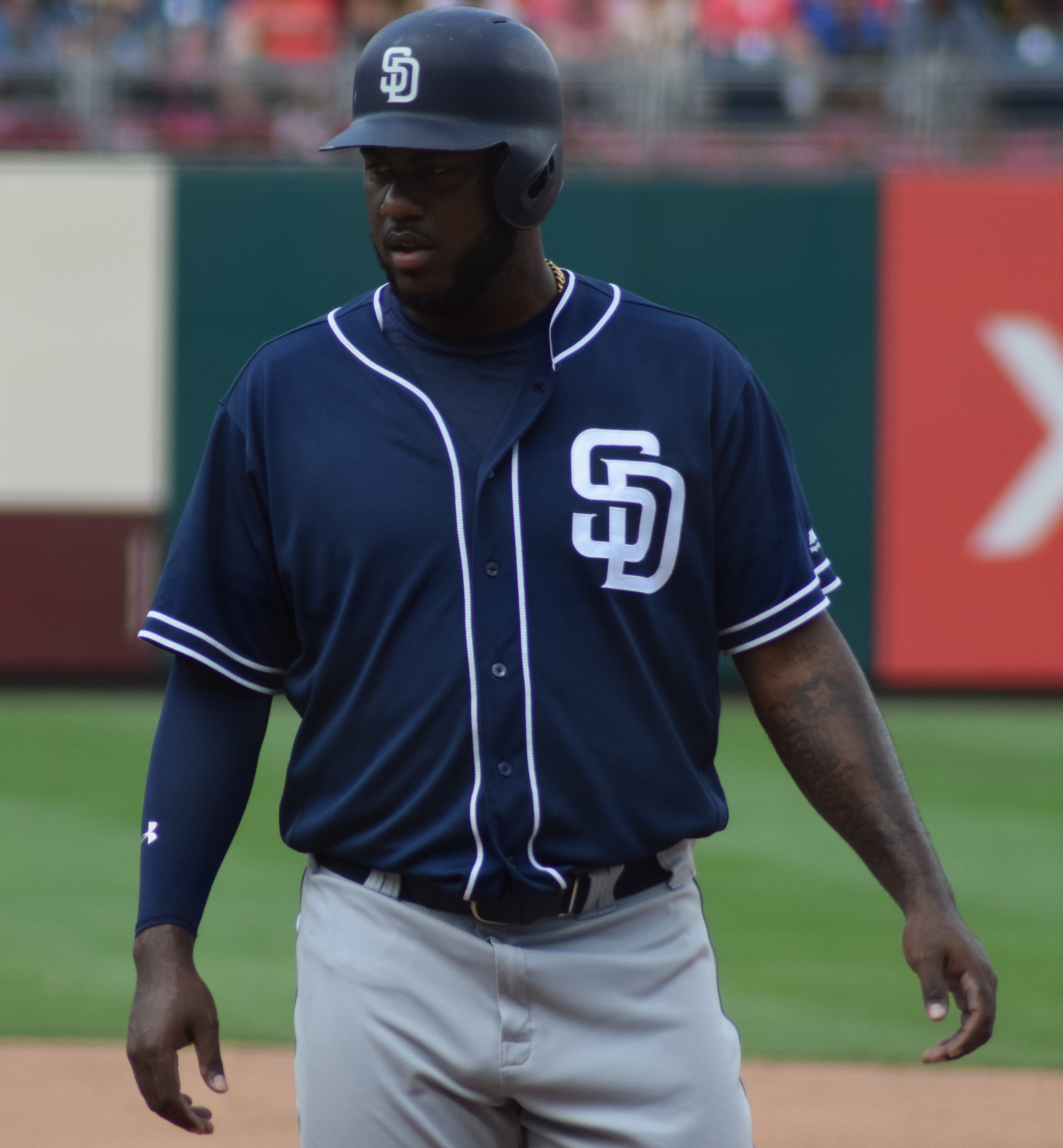
サンディエゴ・パドレス時代
（2018年7月22日）

2011年にサンディエゴ・パドレスと契約してプロ入り。
2012年は傘下のルーキー級ドミニカン・サマーリーグ・パドレスでプロデビュー。67試合に出場して打率.267、4本塁打、37打点、12盗塁を記録した。
2013年はルーキー級アリゾナリーグ・パドレスとA-級ユージーン・エメラルズでプレーし、2球団合計で57試合に出場して打率.292、4本塁打、34打点、5盗塁を記録した。
2014年はA級フォートウェイン・ティンキャップスでプレーし、128試合に出場して打率.248、11本塁打、59打点、1盗塁を記録した。
2015年もA級フォートウェインでプレーし、123試合に出場して打率.255、8本塁打、62打点、10盗塁を記録した。
2016年はA+級レイクエルシノア・ストームでプレーし、130試合に出場して打率.278、16本塁打、83打点、2盗塁の成績を残した。
2017年はAA級サンアントニオ・ミッションズでプレーし、135試合に出場して打率.258、25本塁打、102打点、4盗塁を記録した。オフにはアリゾナ・フォールリーグに参加し、ピオリア・ハベリーナズに所属した。
2018年は開幕からAAA級エル・パソ・チワワズでプレーした。外野陣の相次ぐ故障により、5月14日にメジャー契約を結んでアクティブ・ロースター入りした。同日のコロラド・ロッキーズ戦にて「6番・右翼手」で先発出場してメジャーデビュー（この試合は4打数無安打）。翌日に初安打、21日のワシントン・ナショナルズ戦で初本塁打を記録した。同31日にマイナーに戻った。7月10日に再昇格したが、代打出場のみで再降格した。8月初めに再昇格してからは出場機会も増え、成績も向上していった。8月30日のロッキーズ戦ではサヨナラ本塁打を放った。最終的に87試合に出場して打率.280・16本塁打・31打点の成績を残した。オフに右膝の肉離れを治すために手術を受けた。
2019年は開幕をメジャーで迎え、正右翼手として起用された。前半戦だけで25本塁打を放った。

### インディアンス・ガーディアンズ時代

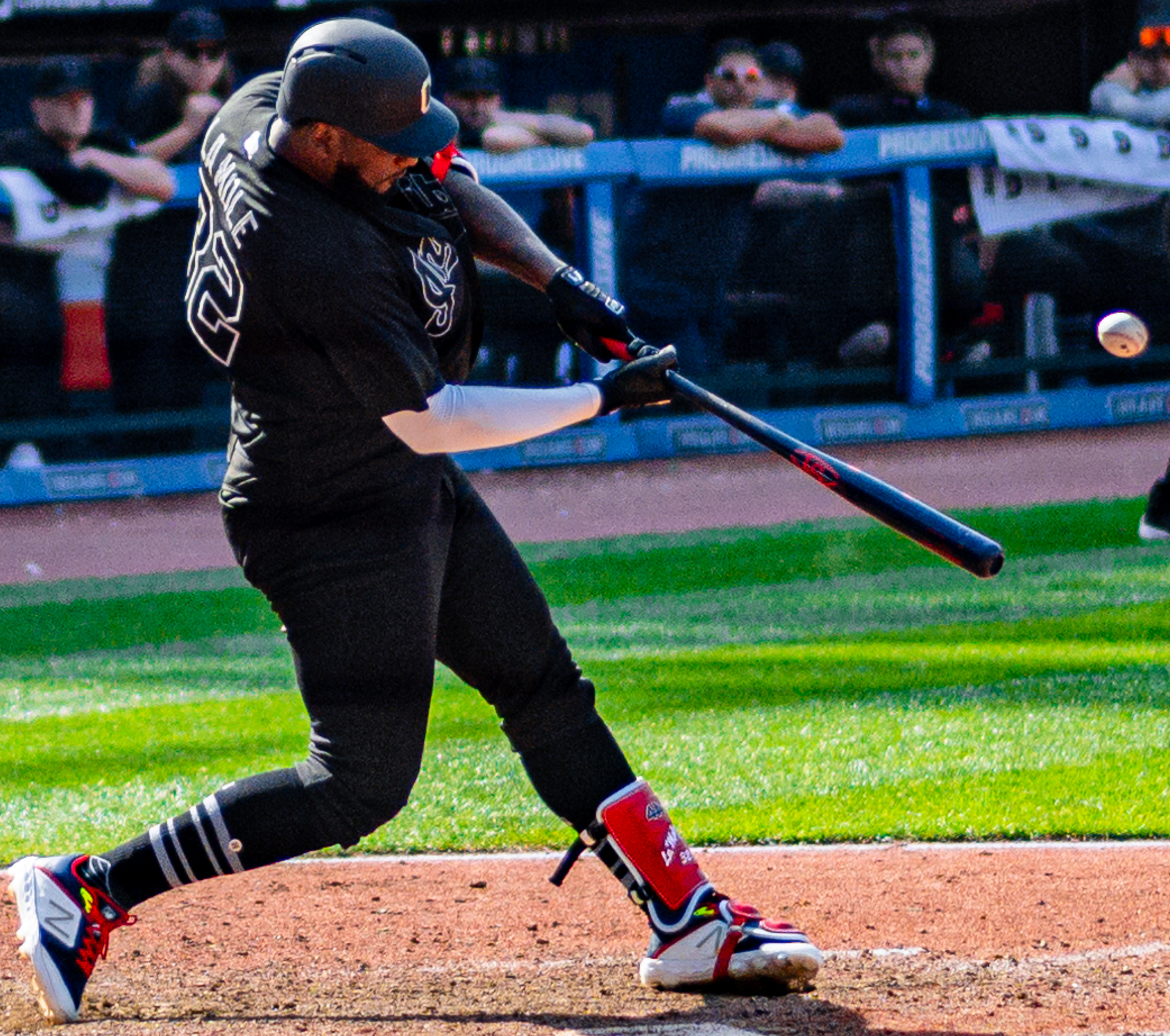
クリーブランド・インディアンス時代
（2019年8月25日）

2019年7月30日に三角トレードの一角として、同僚のローガン・アレンやビクター・ノバ、シンシナティ・レッズのヤシエル・プイグらとともにクリーブランド・インディアンスへ移籍した。移籍後は10本塁打を放ち、パドレス時代の27本塁打を含めて年間37本塁打を記録した。

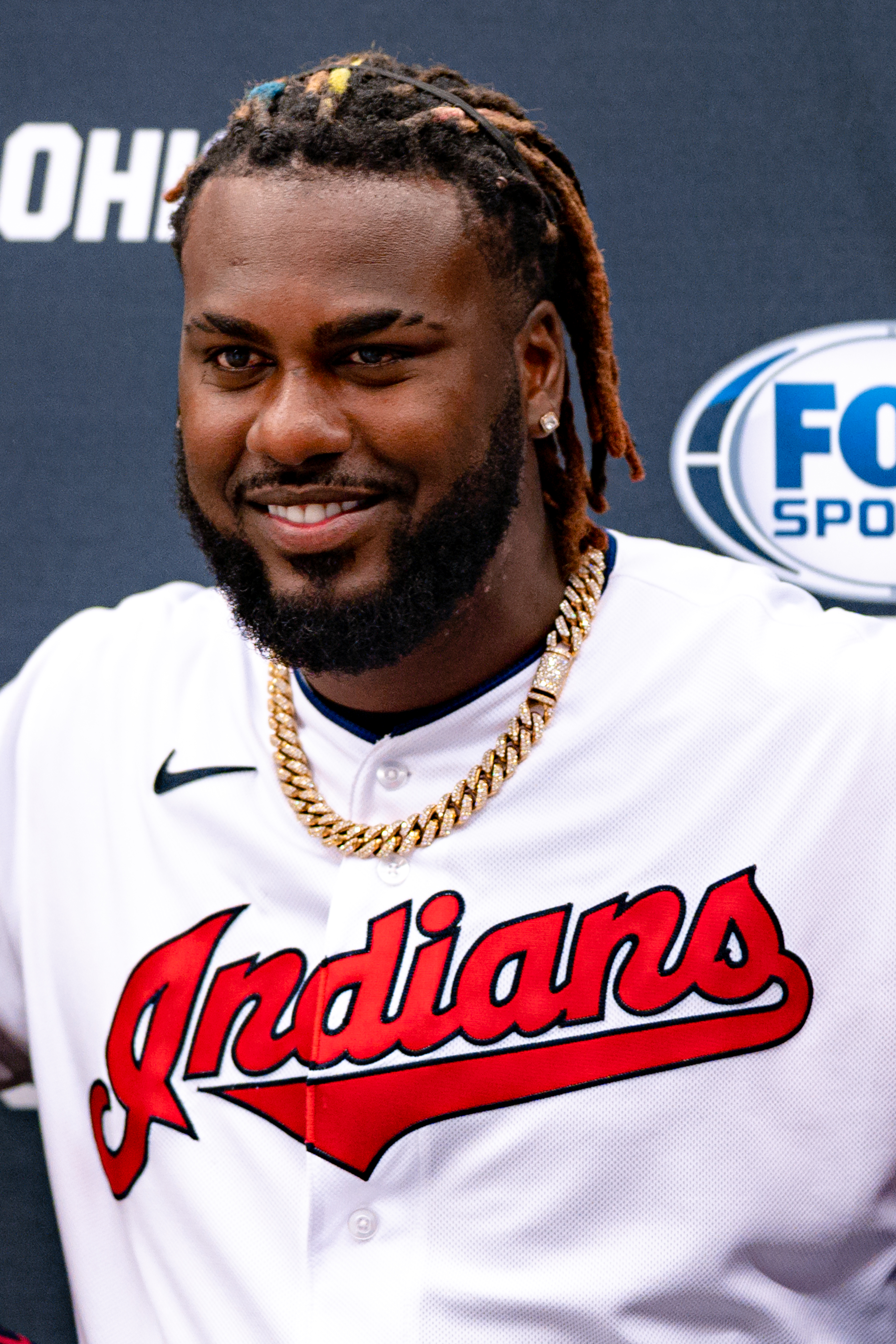
クリーブランド・インディアンス時代
（2020年2月1日）

2021年は5月下旬から約1か月の離脱があったが、30本塁打を記録した。
2022年8月6日にDFAとなった。

### カブス時代
2022年8月8日にウェイバー公示を経てシカゴ・カブスへ移籍した。オフの11月10日にFAとなった。

### ロイヤルズ時代
2023年2月15日にカンザスシティ・ロイヤルズとマイナー契約を結んだ。3月27日に開幕ロースターに選出された。開幕後は19試合に出場したが、打率.186、2本塁打、7打点という成績に終わり、5月8日にDFAとなり、5月11日にFAとなった。

### 日本ハム時代
2024年1月8日、北海道日本ハムファイターズへの入団が発表された。単年契約で推定年俸1億円＋出来高払い。背番号は99。
3月29日、千葉ロッテマリーンズとの開幕戦に「6番・指名打者」として先発出場。4回、第2打席に小島和哉から三塁への内野安打で、来日初安打を記録。6回の第3打席に国吉佑樹から左中間スタンドに飛び込む来日1号ソロを記録。日本ハムの新外国人助っ人による開幕戦1号は1995年のロブ・デューシー以来29年ぶり4人目となった。5月12日時点では26試合の出場で打率.211、2本塁打、3打点と打撃不振で、翌13日に出場選手登録を抹消。6月15日に出場選手登録されると、同月21日の対東北楽天ゴールデンイーグルス戦（エスコンフィールドHOKKAIDO）で7回二死満塁の打席で宋家豪から、7月3日の対ロッテ戦（エスコンフィールドHOKKAIDO）では3回二死満塁の打席で田中晴也からそれぞれ満塁本塁打を放った。8月31日の埼玉西武ライオンズ戦で、同月2日の福岡ソフトバンクホークス戦から代打で出場して敬遠された6日の楽天戦を挟んで、2006年のセギノールを超える球団の外国人最長となる22試合連続安打を記録した。9月4日のソフトバンク戦で18号先制2点本塁打を放ち、1951年の大下弘、2007年の森本稀哲の24試合連続安打を抜いて球団最長記録となる25試合連続安打を達成。9月6日のオリックス・バファローズ戦で無安打となり連続試合安打は25で止まるも、8月は23試合に出場して打率.403、8本塁打、23打点の活躍で8月度の大樹生命月間MVP賞を初受賞した。9月11日の対西武戦（エスコンフィールドHOKKAIDO）では2-2の同点で迎えた延長11回一死無走者の打席で甲斐野央から来日初のサヨナラ本塁打、同月20日の対楽天戦（エスコンフィールドHOKKAIDO）では3回一死一・二塁の打席で早川隆久から放った逆転3点本塁打を含む1試合2本塁打6打点を記録した。シーズン終盤では4番に定着し、レギュラーシーズン103試合出場、打率.290、25本塁打、65打点の成績を収めた。オフには埼玉西武ライオンズなどが獲得調査を行っていると報じられたが、10月21日に正式に契約延長が発表された。球団とは複数年契約を結び「ファイターズ以外の場所でプレーすることは考えられませんでした。日本に到着した日から、球団に関わるすべての方が温かく接してくれて、自分の家にいるような気分で毎日を過ごしてきました。私と家族も、新しい機会を与えてくれた球団に非常に感謝しています」とコメントした。

## 選手としての特徴・人物
広角に打ち分ける技術と選球眼の良さが光る長距離打者。レイエスは自身の打撃スタイルを「引っ張るだけじゃなく、球場を広く使う。僕はパワーヒッターではなく、パワーがあるバッター。ホームランにこだわらず、状況に応じた打撃をいつも意識している」と語っている。
真面目で優しく陽気な性格の持ち主。日本ハムの新庄剛志監督は「（レイエスは）ベンチの中でもリーダーっぽい。声出てるし。選手の名前も何十人と覚えてるし。勉強してる」と評している。また、元チームメイトの加藤豪将は「（レイエスは）ダグアウトの中で結構、歌ったり踊ったり。ムードメーカーじゃないけど、野球を楽しんでいるっていう感じの選手」と語っている。

## 詳細情報

### 年度別打撃成績
| 年 度    | 球 団    | 試 合 | 打 席 | 打 数 | 得 点 | 安 打 | 二 塁 打 | 三 塁 打 | 本 塁 打 | 塁 打 | 打 点 | 盗 塁 | 盗 塁 死 | 犠 打 | 犠 飛 | 四 球 | 敬 遠 | 死 球 | 三 振 | 併 殺 打 | 打 率 | 出 塁 率 | 長 打 率 | O P S |
| -------- | -------- | ----- | ----- | ----- | ----- | ----- | -------- | -------- | -------- | ----- | ----- | ----- | -------- | ----- | ----- | ----- | ----- | ----- | ----- | -------- | ----- | -------- | -------- | ----- |
| 2018     | SD       | 87    | 285   | 261   | 36    | 73    | 9        | 0        | 16       | 130   | 31    | 0     | 0        | 0     | 0     | 24    | 0     | 0     | 80    | 5        | .280  | .340     | .498     | .838  |
| 2019     | SD       | 99    | 354   | 321   | 43    | 82    | 9        | 0        | 27       | 172   | 46    | 0     | 0        | 0     | 4     | 29    | 1     | 0     | 93    | 12       | .255  | .314     | .536     | .849  |
| 2019     | CLE      | 51    | 194   | 173   | 26    | 41    | 10       | 0        | 10       | 81    | 35    | 0     | 0        | 0     | 3     | 18    | 0     | 0     | 63    | 3        | .237  | .304     | .468     | .772  |
| '19計    | CLE      | 150   | 548   | 494   | 69    | 123   | 19       | 0        | 37       | 253   | 81    | 0     | 0        | 0     | 7     | 47    | 1     | 0     | 156   | 15       | .249  | .310     | .512     | .822  |
| 2020     | CLE      | 59    | 241   | 211   | 27    | 58    | 10       | 0        | 9        | 95    | 34    | 0     | 0        | 0     | 5     | 24    | 0     | 1     | 69    | 6        | .275  | .344     | .450     | .795  |
| 2021     | CLE      | 115   | 466   | 418   | 57    | 106   | 18       | 2        | 30       | 218   | 85    | 4     | 1        | 0     | 3     | 43    | 3     | 2     | 149   | 13       | .254  | .324     | .522     | .846  |
| 2022     | CLE      | 70    | 280   | 263   | 24    | 56    | 9        | 0        | 9        | 92    | 28    | 2     | 0        | 0     | 2     | 14    | 0     | 1     | 104   | 8        | .213  | .254     | .350     | .603  |
| 2022     | CHC      | 48    | 193   | 175   | 19    | 41    | 8        | 2        | 5        | 68    | 19    | 0     | 1        | 0     | 1     | 16    | 0     | 1     | 53    | 4        | .234  | .301     | .389     | .689  |
| '22計    | CHC      | 118   | 473   | 438   | 43    | 97    | 17       | 2        | 14       | 160   | 47    | 2     | 1        | 0     | 3     | 30    | 0     | 2     | 157   | 12       | .221  | .273     | .365     | .638  |
| 2023     | KC       | 19    | 65    | 59    | 5     | 11    | 0        | 0        | 2        | 17    | 7     | 0     | 0        | 0     | 2     | 4     | 0     | 0     | 24    | 3        | .186  | .231     | .288     | .519  |
| 2024     | 日本ハム | 103   | 368   | 335   | 39    | 97    | 15       | 1        | 25       | 189   | 65    | 0     | 0        | 0     | 2     | 31    | 4     | 0     | 90    | 9        | .290  | .348     | .564     | .912  |
| MLB：6年 | MLB：6年 | 548   | 2078  | 1881  | 237   | 468   | 73       | 4        | 108      | 873   | 285   | 6     | 2        | 0     | 20    | 172   | 4     | 5     | 635   | 54       | .249  | .310     | .464     | .775  |
| NPB：1年 | NPB：1年 | 103   | 368   | 335   | 39    | 97    | 15       | 1        | 25       | 189   | 65    | 0     | 0        | 0     | 2     | 31    | 4     | 0     | 90    | 9        | .290  | .348     | .564     | .912  |

- 2024年度シーズン終了時

### MLBポストシーズン打撃成績
| 年 度     | 球 団     | シ リ \| ズ | 試 合 | 打 席 | 打 数 | 得 点 | 安 打 | 二 塁 打 | 三 塁 打 | 本 塁 打 | 塁 打 | 打 点 | 盗 塁 | 盗 塁 死 | 犠 打 | 犠 飛 | 四 球 | 敬 遠 | 死 球 | 三 振 | 併 殺 打 | 打 率 | 出 塁 率 | 長 打 率 | O P S |
| --------- | --------- | ----------- | ----- | ----- | ----- | ----- | ----- | -------- | -------- | -------- | ----- | ----- | ----- | -------- | ----- | ----- | ----- | ----- | ----- | ----- | -------- | ----- | -------- | -------- | ----- |
| 2020      | CLE       | ALWC        | 2     | 9     | 7     | 2     | 0     | 0        | 0        | 0        | 0     | 0     | 0     | 0        | 0     | 0     | 2     | 0     | 0     | 5     | 0        | .000  | .222     | .000     | .222  |
| 出場：1回 | 出場：1回 | 出場：1回   | 2     | 9     | 7     | 2     | 0     | 0        | 0        | 0        | 0     | 0     | 0     | 0        | 0     | 0     | 2     | 0     | 0     | 5     | 0        | .000  | .222     | .000     | .222  |

- 2024年度シーズン終了時

### 年度別守備成績
外野守備
| 年 度 | 球 団 | 左翼（LF） | 左翼（LF） | 左翼（LF） | 左翼（LF） | 左翼（LF） | 左翼（LF） | 右翼（RF） | 右翼（RF） | 右翼（RF） | 右翼（RF） | 右翼（RF） | 右翼（RF） |
| 年 度 | 球 団 | 試 合      | 刺 殺      | 補 殺      | 失 策      | 併 殺      | 守 備 率   | 試 合      | 刺 殺      | 補 殺      | 失 策      | 併 殺      | 守 備 率   |
| ----- | ----- | ---------- | ---------- | ---------- | ---------- | ---------- | ---------- | ---------- | ---------- | ---------- | ---------- | ---------- | ---------- |
| 2018  | SD    | -          | -          | -          | -          | -          | -          | 75         | 107        | 2          | 2          | 0          | .982       |
| 2019  | SD    | -          | -          | -          | -          | -          | -          | 83         | 160        | 3          | 5          | 1          | .970       |
| 2019  | CLE   | -          | -          | -          | -          | -          | -          | 3          | 4          | 0          | 0          | 0          | 1.000      |
| '19計 | CLE   | -          | -          | -          | -          | -          | -          | 86         | 164        | 3          | 5          | 1          | .971       |
| 2020  | CLE   | 1          | 0          | 0          | 0          | 0          | ----       | -          | -          | -          | -          | -          | -          |
| 2021  | CLE   | -          | -          | -          | -          | -          | -          | 11         | 14         | 2          | 0          | 0          | 1.000      |
| 2022  | CLE   | 2          | 5          | 0          | 0          | 0          | 1.000      | 12         | 18         | 1          | 0          | 0          | 1.000      |
| 2022  | CHC   | -          | -          | -          | -          | -          | -          | 1          | 2          | 0          | 0          | 0          | 1.000      |
| '22計 | CHC   | 2          | 5          | 0          | 0          | 0          | 1.000      | 13         | 20         | 1          | 0          | 0          | 1.000      |
| 2023  | KC    | 4          | 6          | 0          | 0          | 0          | 1.000      | 1          | 0          | 0          | 0          | 0          | ----       |
| MLB   | MLB   | 7          | 11         | 0          | 0          | 0          | 1.000      | 186        | 305        | 8          | 7          | 1          | .978       |

内野守備
| 年 度 | 球 団    | 一塁（1B） | 一塁（1B） | 一塁（1B） | 一塁（1B） | 一塁（1B） | 一塁（1B） |
| 年 度 | 球 団    | 試 合      | 刺 殺      | 補 殺      | 失 策      | 併 殺      | 守 備 率   |
| ----- | -------- | ---------- | ---------- | ---------- | ---------- | ---------- | ---------- |
| 2024  | 日本ハム | 3          | 22         | 1          | 0          | 1          | 1.000      |
| NPB   | NPB      | 3          | 22         | 1          | 0          | 1          | 1.000      |

投手守備
| 年 度 | 球 団 | 投手（P） | 投手（P） | 投手（P） | 投手（P） | 投手（P） | 投手（P） |
| 年 度 | 球 団 | 試 合     | 刺 殺     | 補 殺     | 失 策     | 併 殺     | 守 備 率  |
| ----- | ----- | --------- | --------- | --------- | --------- | --------- | --------- |
| 2022  | CHC   | 1         | 0         | 0         | 0         | 0         | ----      |
| MLB   | MLB   | 1         | 0         | 0         | 0         | 0         | ----      |

- 2024年度シーズン終了時

### 表彰
NPB
- ベストナイン：1回（指名打者部門：2024年）
- 月間MVP：1回（打者部門：2024年8月[38]）

### 記録

#### NPB
初記録
- 初出場・初先発出場：2024年3月29日、対千葉ロッテマリーンズ1回戦（ZOZOマリンスタジアム）、「6番・指名打者」で先発出場[17]
- 初打席：同上、2回表に小島和哉から空振り三振
- 初安打：同上、4回表に小島和哉から三塁内野安打[17]
- 初打点・初本塁打：同上、6回表に国吉佑樹から左越ソロ[17]

その他の記録
- 25試合連続安打（2024年8月2日 - 9月4日） ※日本ハム球団では大下弘、森本稀哲を抜き歴代最長[39]

### 背番号
- 32（2018年 - 2022年）
- 99（2023年 - 同年5月8日、2024年[16] - ）